# Karakobis
Karakobis (często spotykany zapis Karakubis) – wieś w Botswanie w dystrykcie Ghanzi. Osada znajduje się w pobliżu granicy z Namibią. Według spisu ludności z 2001 roku wieś liczyła 785 mieszkańców.